# Love's Labours Lost in Space
«Love's Labours Lost in Space» (укр. «Марні зусилля кохання у космосі») — четверта серія першого сезону анімаційного серіалу «Футурама», що вийшла в ефір у Північній Америці 13 квітня 1999 року.
Автор сценарію: Браян Келлі.
Режисер: Браян Шизлі.
Прем'єра в Україні відбулася 22 квітня 2007 року.

## Сюжет
Після низки невдалих спроб Емі познайомити Лілу з вільними чоловіками у Хіповій Точці, команда вирушає на доброчинну місію (яка частково звільнить компанію від сплати податків). Безлюдна планета Верґон 6 перебуває на межі катастрофи: в ній було вироблено всі надра, і вона незабаром розпадеться. Команда отримує завдання врятувати по парі з кожного виду тварин цієї планети задля збереження і розведення.
На жаль, Верґон 6 охороняється космічним флотом під командуванням легендарного капітана Заппа Бренніґана. Фрай і Бендер опиняються під арештом, а Лілу Запп намагається звабити. Спочатку Ліла опирається його залицянням, але згодом піддається під впливом жалю. В подальших серіях Запп неодноразово наголошує на факті своєї перемоги.
Сексуально задоволений Бренніґан дозволяє команді «Міжпланетного експреса» висадитися на Верґоні 6, де вони розпочинають збір тварин. Виконуючи це завдання, команда раптово знаходить маленьку чорно-білу істоту з трьома очима. Ліла вирішує врятувати цю тваринку також (хоча її й немає в списку), нарікає її Жуйкою і саджає разом з іншими тваринами до вантажного відсіку корабля. Повернувшись згодом Фрай, Ліла і Бендер дізнаються, що загадкова маленька істота з'їла всіх інших.
Планета починає руйнуватися, аж тут виявляється, що у кораблі закінчилося пальне. Ліла відмовляється прохати Заппа Бренніґана про допомогу, і команда готується до неминучої смерті. Раптово корабель перехиляється набік, і команда бачить, що Жуйка випорожнився невеличкою кулькою «темної матерії», яка є пальним для корабля. Бендер кидає неймовірно важку кульку до двигуна, і команда успішно повертається додому.

## Послідовність дії
У цій серії вперше з'являються Запп Бренніґан і Кіф Кумкало, які надалі з'являтимуться ще неодноразово.
Жуйка також уперше представлений у цій серії. Хоча в перших серіях він зображений як мила хатня тваринка, пізніше він стає важливим учасником подій, який, зокрема, спричинив переміщення Фрая у майбутнє.

## Виробництво
Роль Заппа Бренніґана була першопочатково запропонована голосовому актору Філу Гартману. У зв'язку з тим, що Гартман загинув ще до початку виробництва серіалу, озвучання Бренніґана було передане Біллі Весту.

## Тварини з планети Верґон 6
- Пурпурова фруктова змія
- Вітряна креветка
- Чотириногий мімік
- Гермафламінго

## Пародії, алюзії, цікаві факти
- Образ Заппа Бренніґана пародіює образ капітана Джеймса Т. Кірка з серіалу «Зоряний Шлях», а також, частково, нагадує самого виконавця ролі капітана Кірка, Вільяма Шатнера. Те, як Запп диктує Кіфу запис у бортовий журнал, пародіює типовий початок серії «Зоряного Шляху».
- Назва серії є алюзією одразу на два заголовки: п'єси Шекспіра «Марні зусилля кохання» (англ. Love's Labours Lost) і фантастичного телесеріалу «Загублені в космосі» (англ. Lost in Space).
- Оформлення спальні Заппа Бренніґана нагадує спальню Дейва Боумена з фільму «Космічна одіссея 2001 року».
- Запп є автором «Великої книги війни», яка є алюзією на китайський середньовічний трактат «Мистецтво війни».
- Картина на стіні у спальні Бренніґана нагадує відомий портрет Джона Кеннеді.
- Під час вибуху планети Верґон 6 звучить музика, що нагадує оформлення епізоду вибуху Зірки Смерті у «Зоряних війнах».
- Місія з урятування по парі кожної тварини з планети, яка має бути знищеною, — прозора алюзія на біблійну історію про Всесвітній потоп.

## Особливості українського перекладу
- Запп Бренніґан називає шампанське «шампіньйон».
- Назва однієї з тварин на планеті Верґон 6 помилково перекладена як «вітряний омар» (в оригіналі «windy shrimp» — «вітряна креветка»).
- В цій серії Демократичне утворення планет називається «Союз демократичних планет».